# Sclerococcum
Sclerococcum is een geslacht van korstmossen behorend tot de familie Byssolomataceae. De typesoort is Sclerococcum sphaerale.

## Soorten
Volgens Index Fungorum bevat het geslacht 91 soorten (peildatum december 2021):
| Soortnaam                       | Auteur(s)                                                                   | Publicatiejaar |
| ------------------------------- | --------------------------------------------------------------------------- | -------------- |
| Sclerococcum acarosporae        | S.Y. Kondr.                                                                 | 2002           |
| Sclerococcum acarosporicola     | Ertz & Diederich                                                            | 2018           |
| Sclerococcum aeruginosum        | (Holien & Ihlen) Ertz & Diederich                                           | 2018           |
| Sclerococcum ahtii              | (Zhurb. & Pino-Bodas) Ertz & Diederich                                      | 2018           |
| Sclerococcum allantoideum       | (Alstrup & D. Hawksw.) Ertz & Diederich                                     | 2018           |
| Sclerococcum amygdalariae       | (Triebel) Ertz & Diederich                                                  | 2018           |
| Sclerococcum anziae             | (Zhurb., Ezhkin, Skirina & Y. Ohmura) Ertz & Diederich                      | 2018           |
| Sclerococcum aptrootii          | Diederich                                                                   | 2015           |
| Sclerococcum areolatum          | Etayo                                                                       | 2008           |
| Sclerococcum arthrobotryinum    | (Hafellner) Olariaga, Teres, J.M. Martín, M. Prieto & Baral                 | 2019           |
| Sclerococcum aspiciliicola      | (Alstrup & D. Hawksw.) Ertz & Diederich                                     | 2018           |
| Sclerococcum athallinum         | (Müll. Arg.) Ertz & Diederich                                               | 2018           |
| Sclerococcum attendendum        | (Nyl.) Ertz & Diederich                                                     | 2018           |
| Sclerococcum australe           | (Triebel & Hertel) Ertz & Diederich                                         | 2018           |
| Sclerococcum bloxamii           | (Berk. & W. Phillips) Olariaga, Teres, J.M. Martín, M. Prieto & Baral       | 2019           |
| Sclerococcum boreale            | (Holien & Ihlen) Ertz & Diederich                                           | 2018           |
| Sclerococcum caledonicum        | (Hafellner) Olariaga, Teres, J.M. Martín, M. Prieto & Baral                 | 2019           |
| Sclerococcum canariense         | (Kohlm. & Volkm.-Kohlm.) Olariaga, Teres, J.M. Martín, M. Prieto & Baral    | 2019           |
| Sclerococcum cladoniicola       | (Alstrup & Olech) Ertz & Diederich                                          | 2018           |
| Sclerococcum crassitunicatum    | Zhurb., Diederich & U. Braun                                                | 2017           |
| Sclerococcum crassum            | (Sarrión & Hafellner) Ertz & Diederich                                      | 2018           |
| Sclerococcum davidii            | (Hafellner & H. Mayrhofer) Ertz & Diederich                                 | 2018           |
| Sclerococcum deminutum          | (Th. Fr.) Ertz & Diederich                                                  | 2018           |
| Sclerococcum dendriscostictae   | Y. Joshi                                                                    | 2021           |
| Sclerococcum dobrowolskii       | (Olech & Alstrup) Ertz & Diederich                                          | 2018           |
| Sclerococcum epicladonia        | Zhurb.                                                                      | 2017           |
| Sclerococcum epimyces           | (Tobisch) Olariaga, Teres, J.M. Martín, M. Prieto & Baral                   | 2019           |
| Sclerococcum epiphytorum        | Diederich                                                                   | 1990           |
| Sclerococcum ewersii            | Elix, P.M. McCarthy & Hafellner                                             | 2019           |
| Sclerococcum fissurinae         | Pérez-Ort.                                                                  | 2020           |
| Sclerococcum frigidum           | (Hafellner) Ertz & Diederich                                                | 2018           |
| Sclerococcum gelidarium         | Etayo & F. Berger                                                           | 2000           |
| Sclerococcum glaucomarioides    | (Willey ex Tuck.) Ertz & Diederich                                          | 2018           |
| Sclerococcum gloeocapsae        | Øvstedal, Broady & Fryday                                                   | 2021           |
| Sclerococcum graniforme         | (Wallr.) Rabenh.                                                            | 1844           |
| Sclerococcum griseisporodochium | Etayo                                                                       | 1995           |
| Sclerococcum hafellnerianum     | (Sérus.) Ertz & Diederich                                                   | 2018           |
| Sclerococcum haliotrephum       | (Kohlm. & E. Kohlm.) Ertz & Diederich                                       | 2018           |
| Sclerococcum heterodermiae      | (Etayo) Ertz & Diederich                                                    | 2018           |
| Sclerococcum homoclinellum      | (Nyl.) Ertz & Diederich                                                     | 2018           |
| Sclerococcum imperfectum        | (Ellis) Olariaga, Teres, J.M. Martín, M. Prieto & Baral                     | 2019           |
| Sclerococcum inconspicuum       | (Etayo) Ertz & Diederich                                                    | 2018           |
| Sclerococcum inopinum           | (Döbbeler & W.R. Buck) Olariaga, Teres, J.M. Martín, M. Prieto & Baral      | 2019           |
| Sclerococcum inquilinum         | (Tuck.) Ertz & Diederich                                                    | 2018           |
| Sclerococcum leuckertii         | Diederich & P. Scholz                                                       | 1995           |
| Sclerococcum lobariellum        | (Nyl.) Ertz & Diederich                                                     | 2018           |
| Sclerococcum luridum            | (Hafellner) Olariaga, Teres, J.M. Martín, M. Prieto & Baral                 | 2019           |
| Sclerococcum mangrovei          | (E.B.G. Jones, Alias, Abdel-Wahab & S.Y. Hsieh) Ertz & Diederich            | 2018           |
| Sclerococcum mediterraneum      | (Sarrión & Hafellner) Olariaga, Teres, J.M. Martín, M. Prieto & Baral       | 2019           |
| Sclerococcum microsporum        | (Etayo) Ertz & Diederich                                                    | 2018           |
| Sclerococcum montagnei          | Hafellner                                                                   | 1996           |
| Sclerococcum olivaceum          | Etayo & F. Berger                                                           | 2004           |
| Sclerococcum ophthalmizae       | Coppins                                                                     | 2018           |
| Sclerococcum orygmaeum          | (Delise ex Nyl.) Ertz & Diederich                                           | 2018           |
| Sclerococcum parasitaster       | (Nyl.) Ertz & Diederich                                                     | 2018           |
| Sclerococcum parasiticum        | (Flörke) Ertz & Diederich                                                   | 2018           |
| Sclerococcum parellarium        | (Nyl.) Ertz & Diederich                                                     | 2018           |
| Sclerococcum pertusariicola     | (Willey ex Tuck.) Ertz & Diederich                                          | 2018           |
| Sclerococcum phaeophysciae      | Diederich & van den Boom                                                    | 2017           |
| Sclerococcum phyllobaeis        | Etayo                                                                       | 2017           |
| Sclerococcum physciae           | Y. Joshi                                                                    | 2021           |
| Sclerococcum pleiospermum       | (Triebel) Ertz & Diederich                                                  | 2018           |
| Sclerococcum polysporum         | (Triebel) Ertz & Diederich                                                  | 2018           |
| Sclerococcum porphyreum         | (Hafellner & Kalb) Ertz & Diederich                                         | 2018           |
| Sclerococcum protothallinum     | (Anzi) Ertz & Diederich                                                     | 2018           |
| Sclerococcum pseudosipmanii     | Zhurb. & Diederich                                                          | 2021           |
| Sclerococcum pseudourceolatum   | (Sarrión & Hafellner) Olariaga, Teres, J.M. Martín, M. Prieto & Baral       | 2019           |
| Sclerococcum purpurascens       | (Triebel) Ertz & Diederich                                                  | 2018           |
| Sclerococcum pyrenaicum         | (Etayo) Ertz & Diederich                                                    | 2018           |
| Sclerococcum rhyparizae         | (Arnold) Ertz & Diederich                                                   | 2018           |
| Sclerococcum ricasoliae         | (Vouaux) Flakus, Rodr. Flakus & Etayo                                       | 2019           |
| Sclerococcum rimulicola         | (Müll. Arg.) Ertz & Diederich                                               | 2018           |
| Sclerococcum rostrupii          | (Alstrup) Ertz & Diederich                                                  | 2018           |
| Sclerococcum rubiginosum        | (Hafellner) Olariaga, Teres, J.M. Martín, M. Prieto & Baral                 | 2019           |
| Sclerococcum saxatile           | (Schaer.) Ertz & Diederich                                                  | 2018           |
| Sclerococcum serusiauxii        | Boqueras & Diederich                                                        | 1993           |
| Sclerococcum simplex            | D. Hawksw.                                                                  | 1979           |
| Sclerococcum sipmanii           | Diederich                                                                   | 2015           |
| Sclerococcum sphaerale          | (Ach.) Fr.                                                                  | 1825           |
| Sclerococcum stigma             | (Rehm) P. Navarro-Rosinés & C. Romero                                       | 2019           |
| Sclerococcum stipitatum         | (Hafellner) Olariaga, Teres, J.M. Martín, M. Prieto & Baral                 | 2019           |
| Sclerococcum stygium            | (Berk. & M.A. Curtis) Olariaga, Teres, J.M. Martín, M. Prieto & Baral       | 2019           |
| Sclerococcum suburceolatum      | (Coppins & Fryday) Ertz & Diederich                                         | 2018           |
| Sclerococcum tegularum          | (Arnold) Ertz & Diederich                                                   | 2018           |
| Sclerococcum tephromelarum      | Etayo & Calat.                                                              | 1998           |
| Sclerococcum thelotrematicola   | (Elix) Fryday                                                               | 2019           |
| Sclerococcum toensbergii        | Diederich                                                                   | 2017           |
| Sclerococcum urceolatum         | (Th. Fr.) Ertz & Diederich                                                  | 2018           |
| Sclerococcum verrucisporum      | Alstrup                                                                     | 1993           |
| Sclerococcum verruculosum       | (Hafellner) Olariaga, Teres, J.M. Martín, M. Prieto & Baral                 | 2019           |
| Sclerococcum vrijmoediae        | (K.L. Pang, Sheng Y. Guo, Alias, Hafellner & E.B.G. Jones) Ertz & Diederich | 2018           |